# Попобава
Попобава (енгл. Popobawa), такође познат као Попо Бава, је назив за злог духа за којег се верује да живи на острву Пемба у Танзанији. Године 1995. он је био фокус избијања велике масовне хистерије и панике која се ширила са острва Пемба до острва Унгуја у Занзибару.

## Опис
Попобава се описује на разне начине. Неки га описују као слепог миша. Може да се преобрази у човека или било коју другу животињу. Попобава посећује огњишта ноћу, али се такође појављује и по дану. Неки тврде да се у његовом присуству осећа јак мирис сумпора. Његови напади по ноћи могу да садрже физички напад, или напад полтергајста. Жртве често говоре другима да су били нападнути, а зато им поновни напад Попобаве ако то учине. Многи се покушавају заштитити од напада тако да проводе ноћ будни ван својих кућа. Највише напада десило се у Занзибару, и на острву Пемба.